# Aeromys tephromelas
Aeromys tephromelas — вид гризунів родини Sciuridae. Зустрічається в Брунеї, Індонезії та Малайзії (відомий на півострові Малайзія, острові Пенанг, Суматрі та Борнео). Середовищем його існування є первинні та вторинні ліси та сади, де він використовує дупла дерев. Немає великих загроз для цього виду, оскільки він адаптований.

## Морфологічні особливості
Вид досягає довжини голови й тулуба приблизно від 37 до 39 сантиметрів і довжини хвоста приблизно від 39 до 47 сантиметрів. Вага становить від 1000 до 1250 грамів. Забарвлення тіла однотонно-чорне у номінальної форми і оранжево-червоне у підвиду A. t. phaeomelas. Вид має волохату ковзну шкіру, яка з'єднує зап'ястя та щиколотки, і розширена шкірною складкою між задніми лапами та основою хвоста. Ковзна шкіра м'язиста і укріплена на краю; її можна відповідно натягувати і розслабляти, щоб контролювати напрямок ковзання.

## Спосіб життя
Харчується фруктами, горіхами та іншими рослинними матеріалами. Живе на деревах і здебільшого веде нічний спосіб життя. Будує гнізда в дуплах дерев, якщо вони є.